# Pīpri
Pīpri är en ort i Indien.   Den ligger i distriktet Aurangabad och delstaten Maharashtra, i den centrala delen av landet, 1 000 km söder om huvudstaden New Delhi. Pīpri ligger 536 meter över havet och antalet invånare är 23 047.
Terrängen runt Pīpri är platt. Runt Pīpri är det tätbefolkat, med 383 invånare per kvadratkilometer. Det finns inga andra samhällen i närheten. Trakten runt Pīpri består till största delen av jordbruksmark.